# Scaphiella litoris
Scaphiella litoris är en spindelart som beskrevs av Chamberlin 1924. Scaphiella litoris ingår i släktet Scaphiella och familjen dansspindlar. Inga underarter finns listade i Catalogue of Life.